# Operation Fish
Operation Fish war der Deckname für die Evakuierungsoperation des britischen Staatsschatzes von Großbritannien nach Kanada während des Zweiten Weltkrieges. Um im Falle einer Invasion der britischen Inseln den Krieg von den Kolonien aus weiterführen zu können, begann die Regierung von Winston Churchill damit, die eingelagerten Werte der Bank von England in den schottischen Hafen Greenock zu verfrachten.

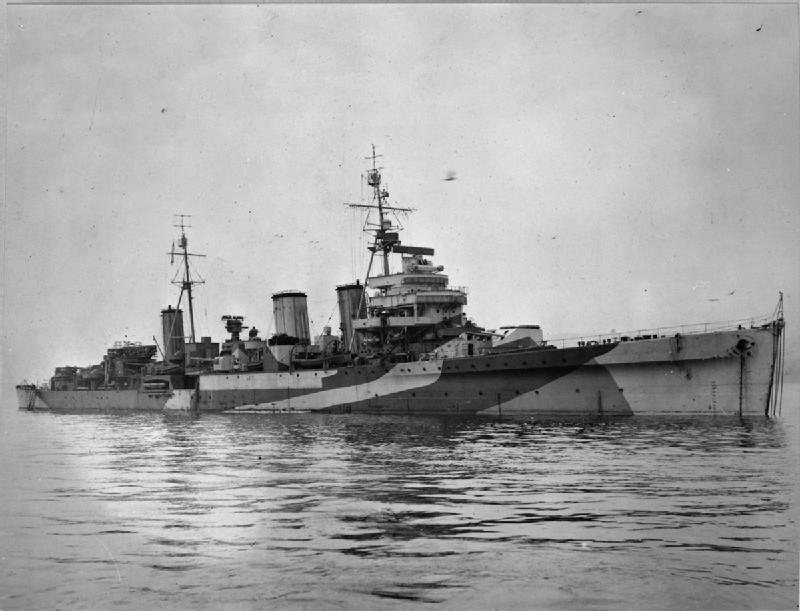
Die Enterprise, eines der eingesetzten Schiffe

 Von dort wurden die Bestände auf einen leichten Kreuzer verladen. Die Schiffskonvoioperationen erfolgten zwischen dem 24. Juni 1940 und 5. Juli 1940. Insgesamt wurden Wertgegenstände im Wert von 29,70 Milliarden US-Dollar (gerechnet im Wert von 2018) von Großbritannien nach Kanada verschifft. Es war die größte historisch bekannte Verlagerung des britischen Staatsschatzes.

## Belege
1. ↑  William B. Breuer: Top Secret Tales of World War II. Book Sales, (2008 ed.). S. 62.
2. ↑  William B. Breuer: Top Secret Tales of World War II. Book Sales, (2008 ed.). S. 61.